# 朱迪·特加特-多尔顿
朱迪·特加特-多尔顿（英語：Judy Tegart-Dalton，1937年12月12日—），澳大利亚女子网球运动员。她曾获得澳大利亚网球公开赛女子双打冠军、混合双打冠军、温布尔登网球锦标赛女子双打冠军、美国网球公开赛女子双打冠军。